# Park Narodowy Tsavo

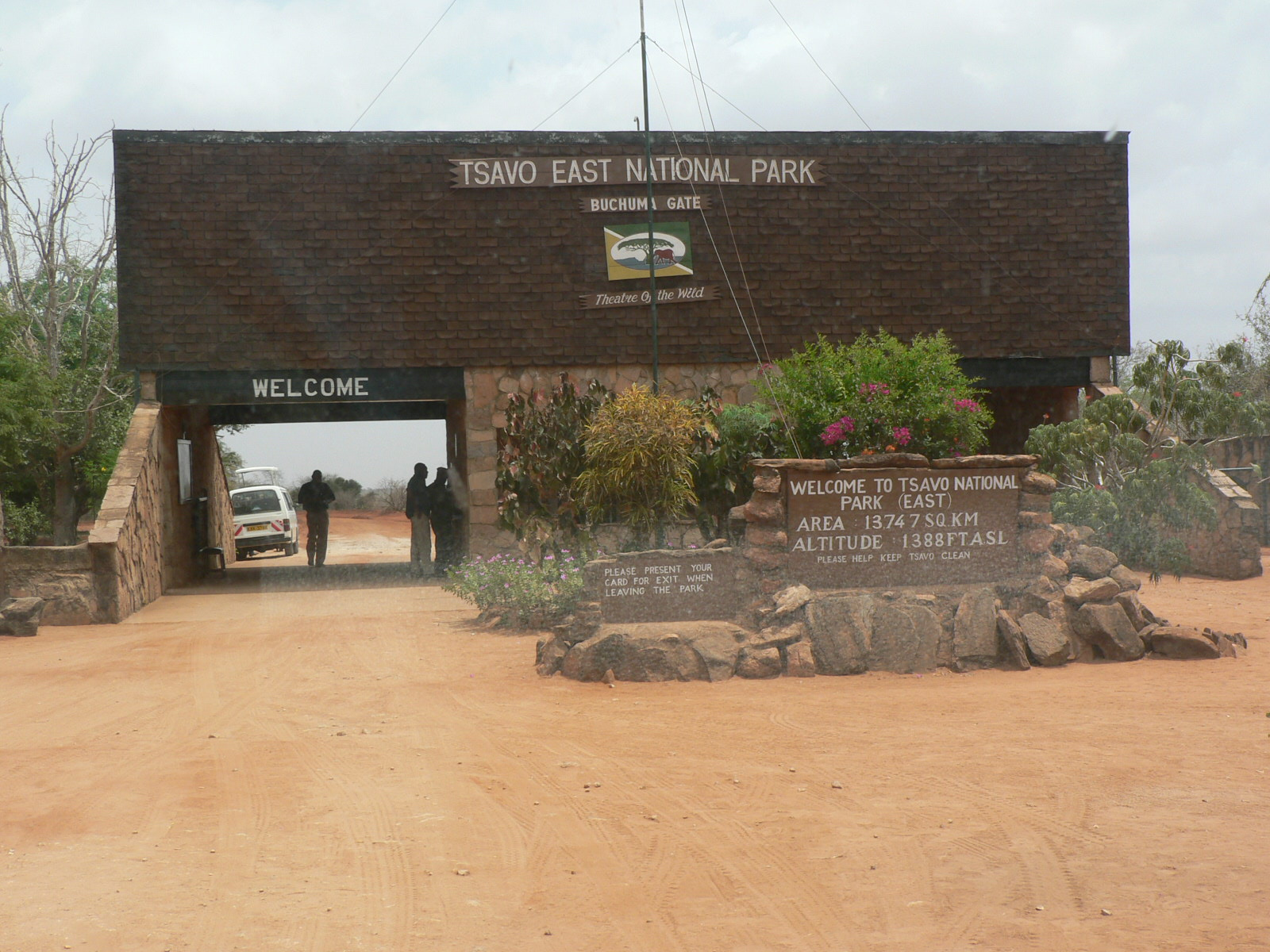
Brama wjazdowa Parku Narodowego Tsavo East - Kenia

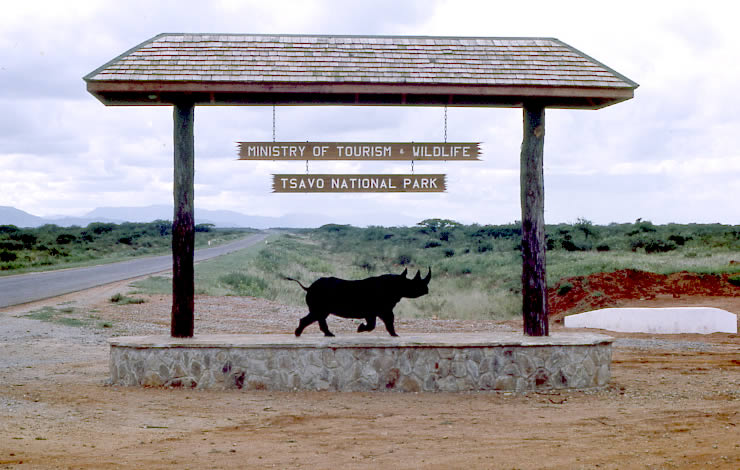
Wejście do Parku Narodowego Tsavo

Park Narodowy Tsavo – pierwszy park narodowy, który powstał w Kenii. Międzynarodową sławę osiągnął dzięki występującym tam ogromnym słoniom, które są pod całkowitą ochroną. 
Park ustanowiono 1 kwietnia 1948 roku, a ze względów administracyjnych w maju 1948 roku podzielono go na dwa obszary: Tsavo wschodnie (większa część znajduje się na północ od trasy Mombasa – Nairobi) i Tsavo zachodnie, które rozciąga się aż do granicy z Tanzanią. Tworzą wspólnie największy park narodowy w Kenii i zarazem jeden z największych na świecie, o łącznej powierzchni 22 812 km², z czego na Tsavo West przypada 9065 km², a na Tsavo East 13 741 km².
Cechą charakterystyczną tego parku są olbrzymie baobaby, wystające ponad busz. Sektor południowy odwiedza sporo amatorów safari. Do parku wjeżdża się jedną z pięciu bram wjazdowych. Za najatrakcyjniejsze miejsce uważane są źródła Mzima, wokół których znajdują się siedliska ciekawych zwierząt. Utworzone dzięki źródłom i połączone szeregiem kaskad dwa jeziorka zamieszkane są przez hipopotamy i krokodyle.
Można go zwiedzać tylko pod okiem zatrudnionego strażnika. Na terenach parków Tsavo toczyło się i toczy ostrą walkę z kłusownictwem, którego ofiarami były najczęściej słonie i czarne nosorożce.
9 sierpnia 2001 francuski lekkoatleta Jacky Boxberger został zadeptany przez słonia na terenie parku, kiedy próbował zrobić zwierzęciu zdjęcie.